# Halpe
Halpe is een geslacht van vlinders van de familie dikkopjes (Hesperiidae), uit de onderfamilie Hesperiinae.

## Soorten
- H. arcuata Evans, 1937
- H. aurifera (Elwes & Edwards, 1897)
- H. beturia (Hewitson, 1868)
- H. burmana Swinhoe, 1913
- H. clara Cassidy
- H. dante Evans, 1949
- H. elana Eliot, 1959
- H. fasciata Elwes & Edwards, 1897
- H. flava Evans, 1926
- H. gamma Evans, 1937
- H. hauxwelli Evans, 1937
- H. hieron De Nicéville, 1894
- H. homolea (Hewitson, 1868)
- H. insignis (Distant, 1886)
- H. knyvetti Elwes & Edwards, 1897
- H. kumara De Nicéville, 1885
- H. kusala Fruhstorfer, 1911
- H. luteisquama (Mabille, 1876)
- H. palawea (Staudinger, 1889)
- H. pelethronix Fruhstorfer, 1910
- H. porus (Mabille, 1876)
- H. scissa Cantlie, 1961
- H. sikkima Moore, 1882
- H. toxopea Evans, 1932
- H. veluvana Fruhstorfer, 1911
- H. wantona Swinhoe, 1893
- H. zandra Evans, 1937
- H. zema (Hewitson, 1877)
- H. zola Evans, 1937